# Enclume (os)

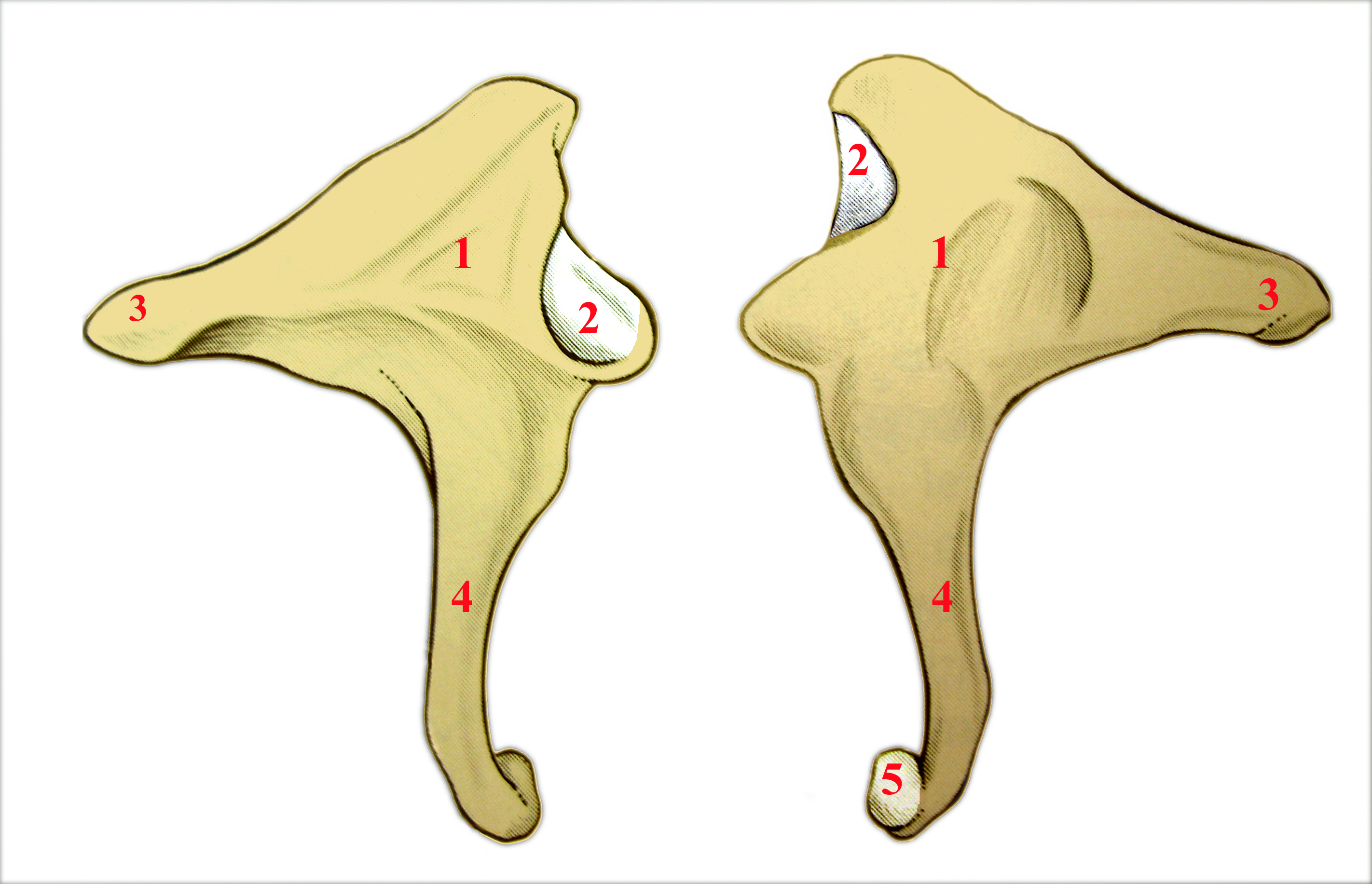
Enclume : 1) Corps 2) Face articulaire pour le marteau 3) Branche horizontale 4) Branche verticale 5) Apophyse lenticulaire

Pour les articles homonymes, voir Enclume.
L'enclume ou incus est un des trois osselets de l'ouïe situé dans l’oreille moyenne. Il se place entre le marteau en dehors et l'étrier en dedans.

## Structure
L'enclume a une forme de molaire constitué d'un corps cubique et de deux branches. L'une supérieure et horizontale forme la branche courte, et l'autre inférieure et verticale forme la branche longue
L'enclume humaine, l'enclume mesure en moyenne 5 mm de large et 7 mm de haut. C'est le plus lourd de la chaîne des osselets.

### Corps de l'enclume
Le corps de l'enclume se situe dans le récessus épitympanique. Il a grossièrement la forme d’un cube aplati de dehors en dedans. Sa face antérieure concave porte la facette articulaire du corps de l'enclume qui répond à la facette articulaire du marteau pour former l'articulation incudo-malléaire.

### Branche courte de l'enclume
La branche courte de l'enclume (ou branche courte de l'incus ou courte apophyse de l’enclume ou branche horizontale de l’enclume) est un prolongement osseux en forme de cône aplati de dehors en dedans. Elle s'étend horizontalement en arrière du corps de l'enclume. Son sommet, qui correspond à l'extrémité postérieure s'appuie sur l'échancrure située à l'angle inférieur de l'orifice antérieur de l'aditus ad antrum,

### Branche longue de l'enclume
La branche longue de l'enclume (ou branche longue de l'incus ou longue apophyse de l’enclume ou branche verticale de l’enclume) est un prolongement osseux plus long et plus étroit que la branche courte. Elle descend verticalement du corps de l'enclume, en dedans et en arrière du manche du marteau, puis son extrémité inférieure se recourbe en dedans avant de former le processus lenticulaire qui porte la facette articulaire du processus lenticulaire (ou processus lenticulaire de l'incus ou apophyse lenticulaire de l’enclume ou os lenticulaire ou osselet de Sylvius) qui répond à la cavité glénoïde de l'étrier pour former l'articulation incudo-stapédienne .

## Rapports anatomiques

### Articulations
Du fait de sa position centrale, l'incus s'articule avec les deux autres osselets, le marteau et l'étrier. Aucun muscle n'est relié à l'enclume, mais il est maintenu par deux ligaments, l'un supérieur et l'autre postérieur, dans la cavité tympanique.

#### Articulation incudo-malléaire

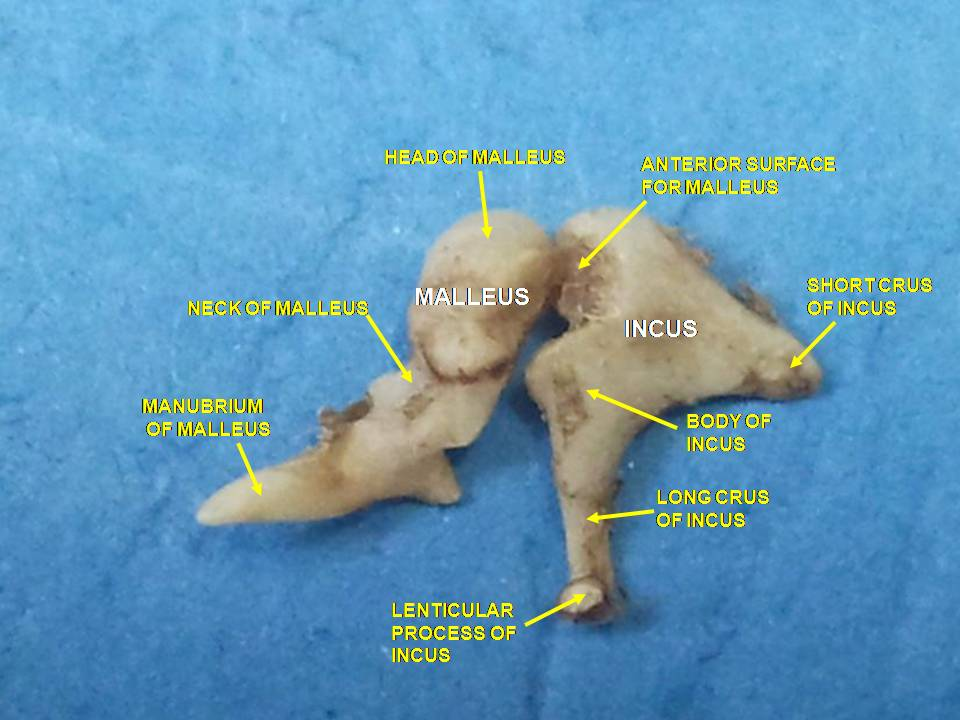
Articulation entre le malleus et l'incus

Le corps de l'enclume s'articule avec la tête du marteau par emboîtement réciproque. Les deux surfaces articulaires sont recouvertes d'une fine couche de cartilage hyalin, et un ménisque inter-articulaire qui s'attache à la partie médiale de la capsule s'étend plus ou moins de dedans en dehors entre les deux surfaces articulaires. Une capsule articulaire recouverte en dedans de synoviale maintient les deux os ensembles.

#### Articulation incudo-stapédienne
L'enclume s'articule avec l'étrier par son processus lenticulaire, extrémité inférieure de sa branche verticale. Cette articulation est de type énarthrose : la surface arrondie de l'os lenticulaire est reçue dans la cavité glénoïdale de la tête de l'étrier. L'articulation est maintenue par une capsule, tapissée en dedans de synoviale et les surfaces articulaires sont recouvertes de cartilage.

### Ligaments

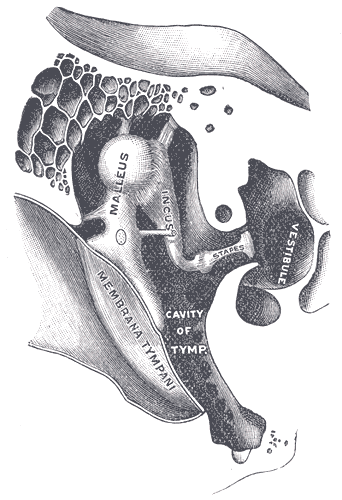
Ligament supérieur de l'incus, le reliant au tegmen tympani

L'enclume est maintenu dans l'oreille moyenne par deux ligaments. Le ligament supérieur de l'incus fixe le corps de l'enclume au tegmen tympani. Le ligament postérieur de l'incus relie l'extrémité de la branche courte à l'angle inférieur de l'orifice d'entrée de l'aditus ad antrum.

## Embryologie

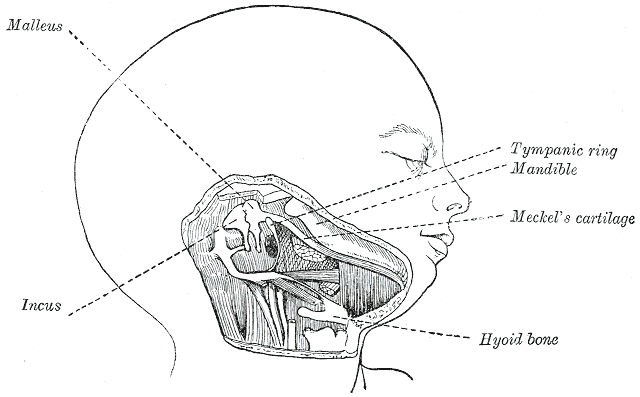
Système ossiculaire d'un embryon à l'âge de 18 semaines.

L'enclume se développe par processus enchondral depuis la crête neural, et dérive du 1er arc branchial. Il correspond initialement à l'extrémité du cartilage de Meckel, avant de s'en détacher pour former un os propre. Sa formation débute lors de la 16e semaine de gestation embryonnaire et se termine à la 26e semaine. Comme le malleus, il pourrait avoir une moelle osseuse fonctionnelle à la naissance, mais qui invoque rapidement pour disparaitre complètement après la deuxième année de vie.

## Anatomie comparée
L'enclume est présent chez les mammifères, C'est l'homologue de l'os carré présent chez les autres vertébrés.

## Histoire
Le terme incus provient du latin signifiant enclume. La découverte de cet os serait attribuée à Alessandro Achillini, mais la première description remonte au Commentaria super anatomia Mundini de Berengario da Carpi en 1521. C'est André Vésale qui fut le premier à comparer cet os à une enclume et lui donna le nom d'incus dans De humani corporis fabrica.

## Galerie

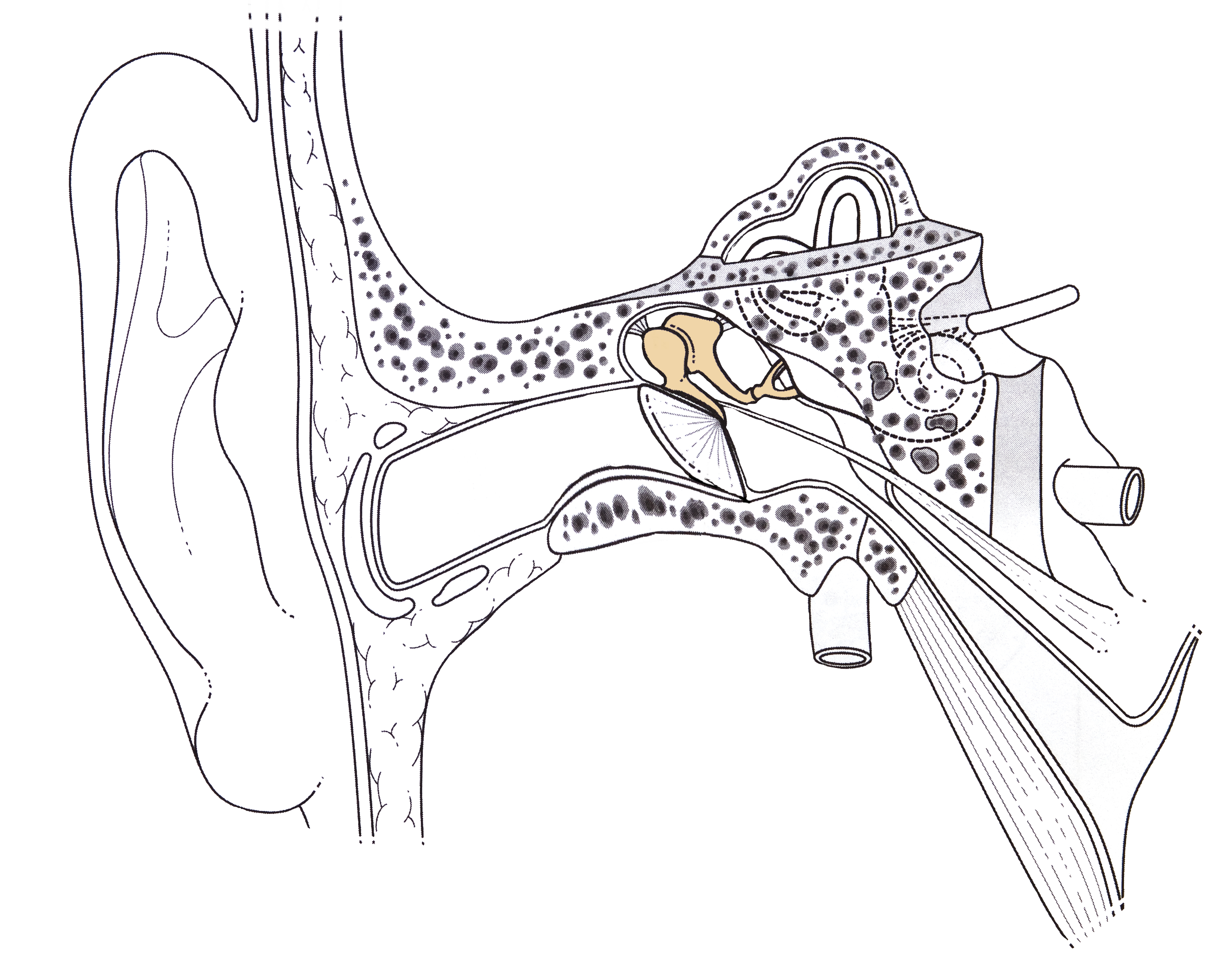
Place de la chaine des osselets dans l'oreille
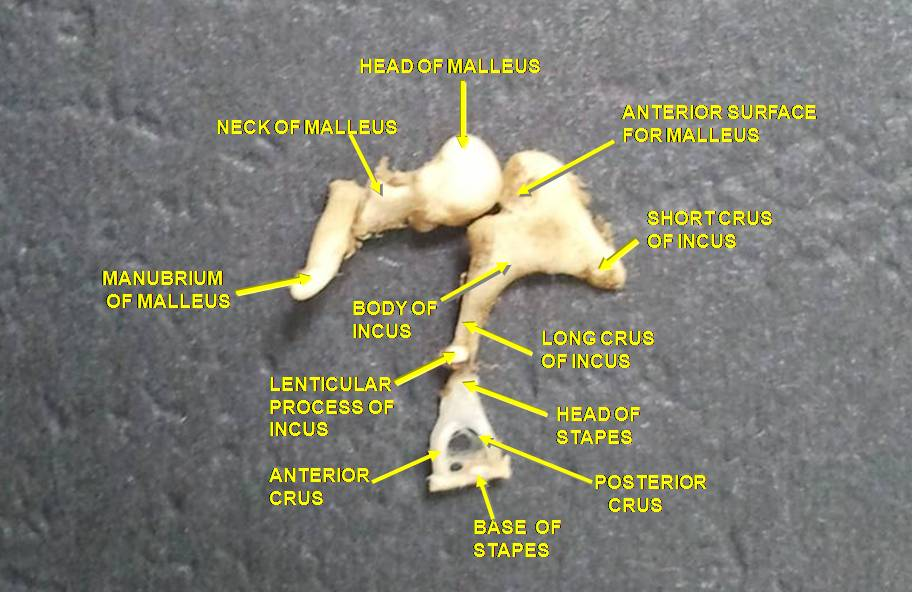
Dissection d'une chaine articulaire, avec l'incus au centre